# カール・ルートヴィヒ (ナッサウ＝ザールブリュッケン伯)
カール・ルートヴィヒ（Karl Ludwig, 1665年1月6日 - 1723年12月6日）は、ナッサウ＝ザールブリュッケン伯（在位：1713年 - 1723年）、ナッサウ＝イトシュタイン伯（在位：1721年 - 1723年）。ナッサウ＝ザールブリュッケン伯グスタフ・アドルフとエレオノーレ・クララ・フォン・ホーエンローエ＝ノイエンシュタインの息子。

## 生涯
当初、母の弟であるヴォルフガング・ユリウス・フォン・ホーエンローエ＝ノイエンシュタインから教育を受け、テュービンゲンとパリで勉学を続けた。
大トルコ戦争中には、皇帝レオポルト1世軍の将校として従軍した。
1713年に兄のルートヴィヒ・クラフトが亡くなると、ナッサウ＝ザールブリュッケン伯位を継承した。同年、従兄弟であるナッサウ＝オットヴァイラー伯フリードリヒ・ルートヴィヒの娘クリスティアーネ・シャルロッテ・フォン・ナッサウ＝オットヴァイラーと結婚した。
カール・ルートヴィヒは領内の工業化を推進した。 ヴァルントでは、ナッサウ＝ヴァイルブルク伯ルートヴィヒ2世のもとでユグノーの定住者によりすでに確立されていたガラス貿易をさらに拡大させた。1719年以降、彼はズルツバッハ/ザールの製塩所を再建し、枝条架装置を建設した。新しくつくられた町カーリンゲン（現フランスのカルラン）もカール・ルートヴィヒの名にちなんで名付けられた。
1721年に父の従兄弟にあたるナッサウ＝イトシュタイン伯ゲオルク・アウグスト・ザムエルが亡くなると、従兄弟で義父のナッサウ＝オットヴァイラー伯フリードリヒ・ルートヴィヒとともにナッサウ＝イトシュタイン＝ヴィースバーデン伯領を継承した。1722年に短期間ヴィースバーデンに居を移したが、同年にザールブリュッケンに戻り、翌年イトシュタインに移った。1723年にイトシュタインで亡くなり、12月21日にイトシュタイン城の教会に埋葬された。ザールブリュッケン城の教会にはカール・ルートヴィヒを記念する墓標がある。
2人の息子は幼い頃に亡くなったため、ナッサウ＝ザールブリュッケン伯領は従兄弟で義父でもあるナッサウ＝オットヴァイラー伯フリードリヒ・ルートヴィヒが継承した。

## 子女
- フリードリヒ・カール（1718年 - 1719年）
- ルートヴィヒ・カール（1720年 - 1721年）